# Volvo FL 7, 10, 12

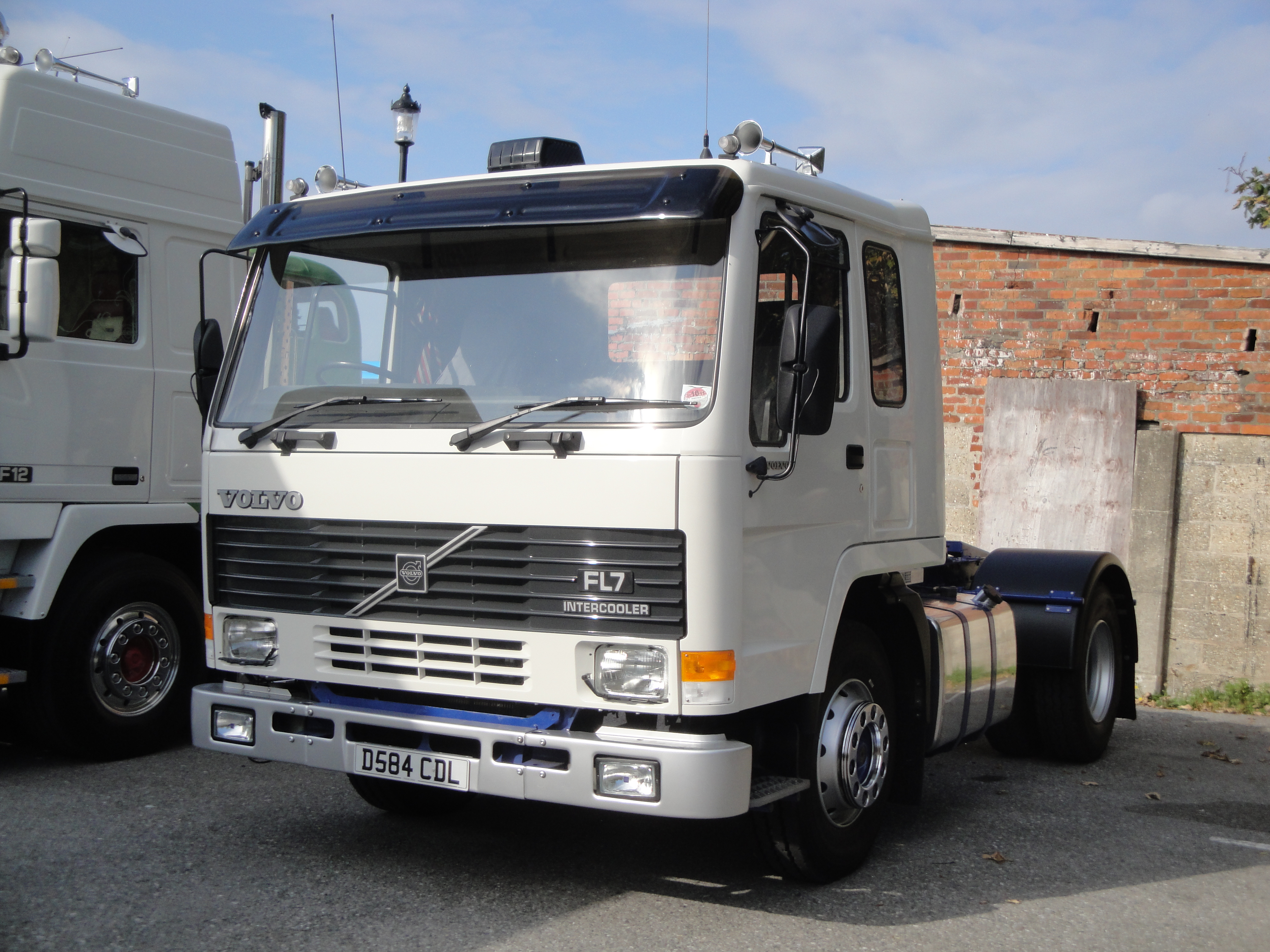
Volvo FL7

1984 wurde die mittelschwere Lkw-Serie Volvo FL7, FL10 sowie FL12 von Volvo Trucks erstmals präsentiert. Ab 1985 waren der FL7 mit 6598 cm³ Hubraum und der FL10 mit 9607 cm³ Volvo Dieselmotoren mit einem Gesamtgewicht zwischen 19 und 42 Tonnen in ganz Europa verfügbar. Sie boten eine Leistung zwischen 230 und 318 PS und waren auch mit Antiblockiersystem erhältlich. Der FL10 war zudem mit einem neuen Fernverkehrs-Führerhaus Eurotrotter mit Hochdach und Doppelbett erhältlich.
Als Nutzlast-Ergänzung nach unten im Modellprogramm erschien ebenfalls 1985 der Volvo FL.

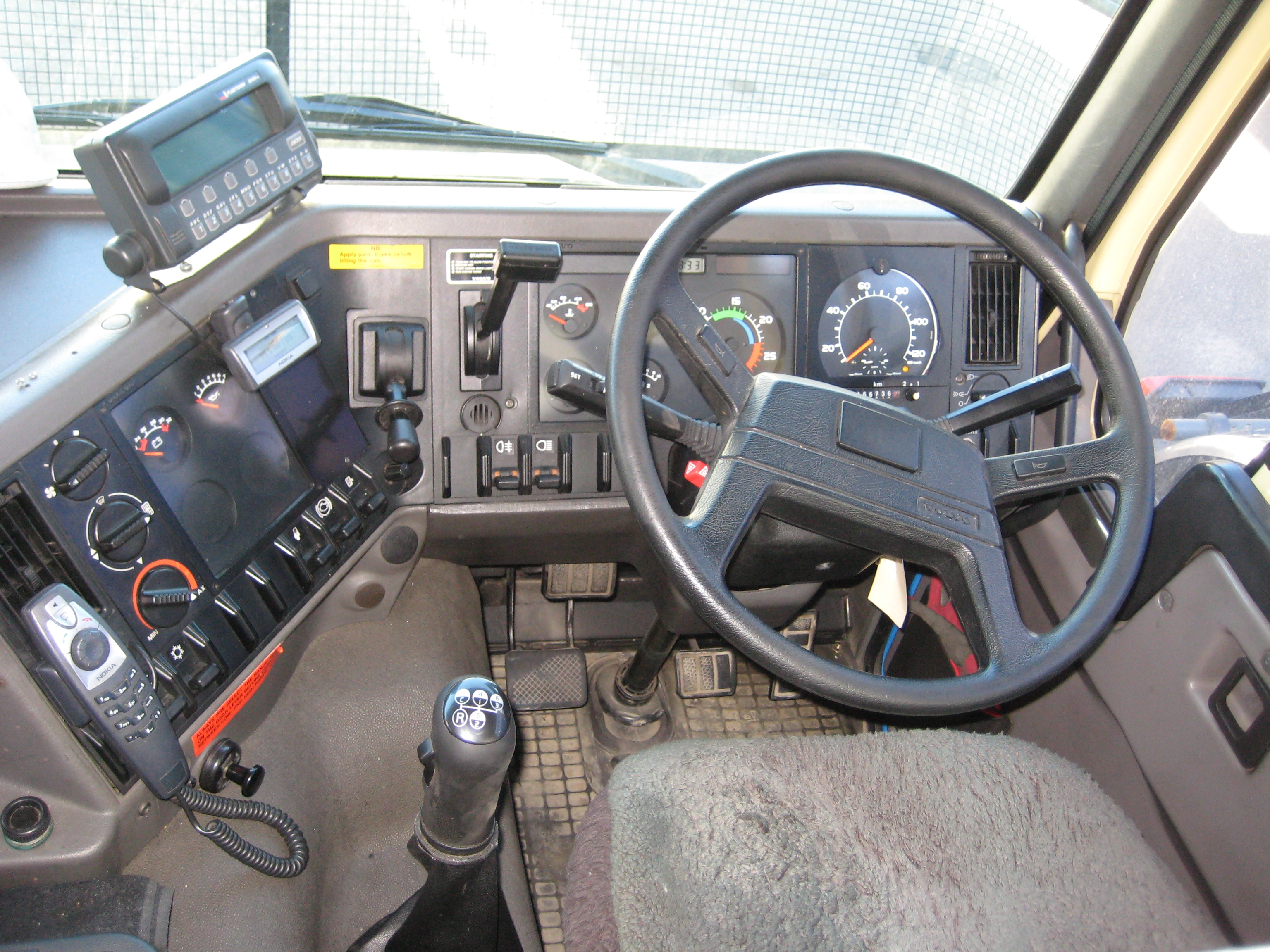
Armaturenbrett eines Volvo FL12 (Rechtslenker)

Mitte 1990 erfolgte ein leichtes Facelift und der FL7 erhielt den neuen 6725-cm³-Dieselmotor Volvo D7C mit 230–285 PS. Für den FL10 gab es einen modernisierten 9,6-Liter-Dieselmotor mit nun 320–360 PS. Als Spitzenmodell der Baureihe führte Volvo den FL12 mit 12.130-cm³-Dieselmotor und 380–420 PS ein. 
Verschiedene Getriebe und Achsübersetzungen waren verfügbar, wodurch auch Versionen für den Schwertransport als Volvo FL10H und Volvo FL12H angeboten werden konnten.
1998 wurde die Baureihe durch den Volvo FM ersetzt.